# Roberto Ferrari (gimnastyk)
Roberto Ferrari (ur. 7 grudnia 1889 w Medolli, zm. 15 sierpnia 1937 w Pré-Saint-Didier) – włoski gimnastyk, medalista olimpijski.
W 1920 r. reprezentował barwy Zjednoczonego Królestwa Włoch na letnich igrzyskach olimpijskich w Antwerpii, zdobywając złoty medal w wieloboju drużynowym. 